# Катара
30° 0′ N 27° 30′ E / 30.000° С; 27.500° И
Катара је безводна депресија у северном делу Либијске пустиње, односно на северозападу Египта, са површином 18.100 km². Представља најраспрострањенију суву депресију на Земљиној површини са дном испод морског нивоа. На северној и западној страни је уоквирена стрмим кречњачким одсецима до 100 m висине. Уз овај стрми обод су и највеће дубине депресије (-133 m). Јужна и источна страна депресије постепено се уздижу.